# APH1B
APH1B (англ. Aph-1 homolog B, gamma-secretase subunit) – білок, який кодується однойменним геном, розташованим у людей на 15-й хромосомі. Довжина поліпептидного ланцюга білка становить 257 амінокислот, а молекулярна маса — 28 460.
| 10         |  | 20         |  | 30         |  | 40         |  | 50         |
| ---------- |  | ---------- |  | ---------- |  | ---------- |  | ---------- |
| MTAAVFFGCA |  | FIAFGPALAL |  | YVFTIATEPL |  | RIIFLIAGAF |  | FWLVSLLISS |
| LVWFMARVII |  | DNKDGPTQKY |  | LLIFGAFVSV |  | YIQEMFRFAY |  | YKLLKKASEG |
| LKSINPGETA |  | PSMRLLAYVS |  | GLGFGIMSGV |  | FSFVNTLSDS |  | LGPGTVGIHG |
| DSPQFFLYSA |  | FMTLVIILLH |  | VFWGIVFFDG |  | CEKKKWGILL |  | IVLLTHLLVS |
| AQTFISSYYG |  | INLASAFIIL |  | VLMGTWAFLA |  | AGGSCRSLKL |  | CLLCQDKNFL |
| LYNQRSR    |  |            |  |            |  |            |  |            |

A: Аланін

C: Цистеїн

D: Аспарагінова кислота

E: Глутамінова кислота

F: Фенілаланін

G: Гліцин

H: Гістидин

I: Ізолейцин

K: Лізин

L: Лейцин

M: Метіонін

N: Аспарагін

P: Пролін

Q: Глутамін

R: Аргінін

S: Серин

T: Треонін

V: Валін

W: Триптофан

Задіяний у такому біологічному процесі, як альтернативний сплайсинг. 
Локалізований у мембрані.